# 金敦中
金敦中（韓語：김돈중，？—1170年），本贯庆州金氏，高丽王朝文官、内侍。

## 生平
金敦中是宰相金富軾的儿子，在科举考试中取得文科状元，后担任内侍。
金敦中年少气盛，看不起武臣。在一次除夕宴上，牵龙队正郑仲夫奉命表演杂技。金敦中用火烧郑仲夫的胡须取乐。郑仲夫大怒，当殿辱骂并殴打了他。金敦中回去之后，将此事告诉了父亲金富軾。金富軾欲将郑仲夫逮捕下狱，但在高丽仁宗的保护下，郑仲夫逃脱了。此后，郑仲夫与金敦中结下仇恨。
1170年，高丽毅宗率群臣出游，到达普贤院时，李义方、李高、郑仲夫等武臣发动兵变，屠杀毅宗身边的众多文臣。金敦中得知后出逃隐匿，但被从者出首密告，最终被逮捕处决。